# Gran Premio di Lugano 2017
Der 71. Gran Premio di Lugano 2017 war ein schweizerisches Straßenradrennen im Kanton Tessin mit Start und Ziel nach 185,6 km in Lugano. Es fand am Sonntag, den 7. Mai 2017 statt. Zudem war es Teil der UCI Europe Tour 2017 und dort in der Kategorie 1.HC eingestuft worden.
Sieger des Rennens im Sprint eines Duos wurde Iuri Filosi aus Italien von Nippo-Vini Fantini vor Marco Frapporti.

## Teilnehmende Mannschaften
| WorldTeam- UAE Team Emirates Professional Continental Teams (5)- Israel Cycling Academy - Androni Giocattoli - Nippo-Vini Fantini - Gazprom-RusVelo - Novo Nordisk Continental Teams (7)- Roth-Akros - Amore & Vita-Selle SMP-Fondriest - Vorarlberg - Bicicletas Strongman - Meridiana Kamen - D'Amico-Utensilnord - Sangemini-MG.Kvis Nationalmannschaft- Schweiz |
| |

## Rennergebnis
| \| Gesamtwertung \| Gesamtwertung \| Gesamtwertung \| Gesamtwertung \| Gesamtwertung \| \| Fahrer \| Fahrer \| Land \| Team \| Zeit \| \| ------------- \| -------------------------- \| ------------- \| --------------------------- \| --------------- \| \| 1. \| Iuri Filosi \| Italien \| Nippo-Vini Fantini \| 5 h 04 min 13 s \| \| 2. \| Marco Frapporti \| Italien \| Androni-Sidermec-Bottecchia \| + 0 s \| \| 3. \| Davide Orrico \| Italien \| Sangemini-MG.Kvis \| + 17 s \| \| 4. \| Daniel Turek \| Tschechien \| Israel Cycling Academy \| + 19 s \| \| 5. \| Andrea Vendrame \| Italien \| Androni-Sidermec-Bottecchia \| + 1 min 17 s \| \| 6. \| Marco Canola \| Italien \| Nippo-Vini Fantini \| + 1 min 22 s \| \| 7. \| Francesco Manuel Bongiorno \| Italien \| Sangemini-MG.Kvis \| + 1 min 22 s \| \| 8. \| Vegard Stake Laengen \| Norwegen \| UAE Team Emirates \| + 1 min 22 s \| \| 9. \| Alessandro Bisolti \| Italien \| Nippo-Vini Fantini \| + 1 min 22 s \| \| 10. \| José Manuel Díaz \| Spanien \| Israel Cycling Academy \| + 1 min 22 s \| |                            |            |                             |                 |
| |                            |            |                             |                 |
| Quelle: ProCyclingStats |                            |            |                             |                 |
| Gesamtwertung |                            |            |                             |                 |
| Fahrer | Fahrer                     | Land       | Team                        | Zeit            |
| 1. | Iuri Filosi                | Italien    | Nippo-Vini Fantini          | 5 h 04 min 13 s |
| 2. | Marco Frapporti            | Italien    | Androni-Sidermec-Bottecchia | + 0 s           |
| 3. | Davide Orrico              | Italien    | Sangemini-MG.Kvis           | + 17 s          |
| 4. | Daniel Turek               | Tschechien | Israel Cycling Academy      | + 19 s          |
| 5. | Andrea Vendrame            | Italien    | Androni-Sidermec-Bottecchia | + 1 min 17 s    |
| 6. | Marco Canola               | Italien    | Nippo-Vini Fantini          | + 1 min 22 s    |
| 7. | Francesco Manuel Bongiorno | Italien    | Sangemini-MG.Kvis           | + 1 min 22 s    |
| 8. | Vegard Stake Laengen       | Norwegen   | UAE Team Emirates           | + 1 min 22 s    |
| 9. | Alessandro Bisolti         | Italien    | Nippo-Vini Fantini          | + 1 min 22 s    |
| 10. | José Manuel Díaz           | Spanien    | Israel Cycling Academy      | + 1 min 22 s    |